# Izatha
Izatha är ett släkte av fjärilar. Izatha ingår i familjen praktmalar, Oecophoridae.

## Dottertaxa tillIzatha, i alfabetisk ordning[1]
- Izatha acmonias
- Izatha adpterella
- Izatha amorbas
- Izatha apodoxa
- Izatha attactella
- Izatha austera
- Izatha balanophora
- Izatha caustopa
- Izatha convulsella
- Izatha copiosella
- Izatha epiphanes
- Izatha florida
- Izatha griseata
- Izatha heroica
- Izatha huttoni
- Izatha lichenella
- Izatha mesoschista
- Izatha metadelta
- Izatha milligani
- Izatha mira
- Izatha mystis
- Izatha oleariae
- Izatha paraneura
- Izatha percnitis
- Izatha peroneanella
- Izatha phaeoptila
- Izatha picarella
- Izatha platyptera
- Izatha plumbosa
- Izatha prasophyta
- Izatha rigescens
- Izatha teras
- Izatha toreuma